# Sotto processo (film 1917)
Sotto processo (On Trial) è un film muto del 1917 diretto da James Young e prodotto dalla Essanay di Chicago.
Fu la prima versione cinematografica del lavoro teatrale di Elmer Rice che fu presentato in prima a Broadway il 19 agosto 1914: lo spettacolo restò in scena con successo per 365 rappresentazioni.
Il film ebbe due remake: il primo nel 1928, un Sotto processo diretto da Archie Mayo e, nel 1939, un On Trial diretto da Terry O. Morse.

## Trama
Reo confesso dell'omicidio di Gerald Trask, durante il processo Robert Strickland rifiuta di difendersi. Il suo avvocato esamina le testimonianze della moglie e della figlia di Strickland e convince la giuria che anni prima Trask aveva sedotto la signora Strickland. Undici dei giurati si convincono a votare per l'innocenza dell'imputato. Ma il dodicesimo pone un dubbio: se l'omicidio è stato commesso per motivi di onore, perché dallo studio del morto la stessa notte è sparita una grossa somma di denaro? L'avvocato riuscirà a far confessare il segretario di Trask che ammette di essere lui il ladro. Strickland viene così assolto e può ritornare dalla sua famiglia.

## Produzione
Il film fu prodotto dalla Essanay Film Manufacturing Company.

## Distribuzione
Distribuito dalla First National Exhibitors' Circuit, il film uscì nelle sale cinematografiche statunitensi il 23 giugno 1917.